# 鄭銓
郑铨，字方年，元朝地方官员，真定灵寿人。郑温的第三子。
郑温自江南入觐元世祖，到达柳林，郑铨在行宫拜见，元世祖以其容貌为奇，命宿卫东宫，未几，代其兄郑钦为右卫千户。祭祀太室，先要赐执事汤沐钱，有司有时不给。郑铨上书认为汤沐钱赐或不均是不对的。分治浑河桥，大雨水溢，郑铨修治的地方坚完不坏。皇帝下敕赐酒。大德年间，以官让给兄子郑克谌。其子郑克顺，官至临城县尹。